# Бонбониера
Бонбониерата (на френски: bonbonnière – кутия, съдържаща бонбони) e вид кутийка давана за подарък от домакините на техните гости по специални поводи като сватби, кръщене, първо причастие или потвърждение на кръщене. Те обикновено включват бонбони Jordan Almonds, известни на италиански като Confetti. Пет захаросани бадема символизират здраве, богатство, щастие, плодородие и дълголетие. Може да се поднасят със сухи цветя, отпечатани картички, събрани в пакет имитиращ торта и др.
В Австралия думата bomboniere се прилага за всеки малък подарък или спомен, даден от домакините на гостите по повод празнуване на сватби, първи свети причастия и други подобни. Такива подаръци могат да бъдат под формата на запушалка за бутилка вино, стъклена ваза или рамка за картини, както и по-традиционните захаросани бадеми в декоративни торбички.
- Бонбониера подарък
- Бонбониера подарък
- Сватбени бонбониери
- Порцеланови кутийки с бадеми, поднесени под формата на торта
- Картонени кутии с бадеми